# 劉伯龍
刘伯龙，祖籍沛郡相县人，南朝宋官员。
刘伯龙是刘粹、刘损同郡宗人，年少时贫穷，长大后，历任尚书左丞、少府、武陵郡太守，更是贫薄，曾在家中发感慨，召左右之人，商量收十分之一的利。传说忽见一鬼在旁抚掌大笑。刘伯龙叹道：“贫穷本是命中注定，现在又被鬼嘲笑。”于是打消经商的主意。